# Лордхауская белоглазка
Лордхауская белоглазка (лат. Zosterops strenuus) — исчезнувший вид птиц из семейства белоглазковых. Несмотря на сходство английских названий и обитание на одном и том же острове, этих птиц следует отличать от представителей подвида Zosterops lateralis tephropleurus.

## Описание

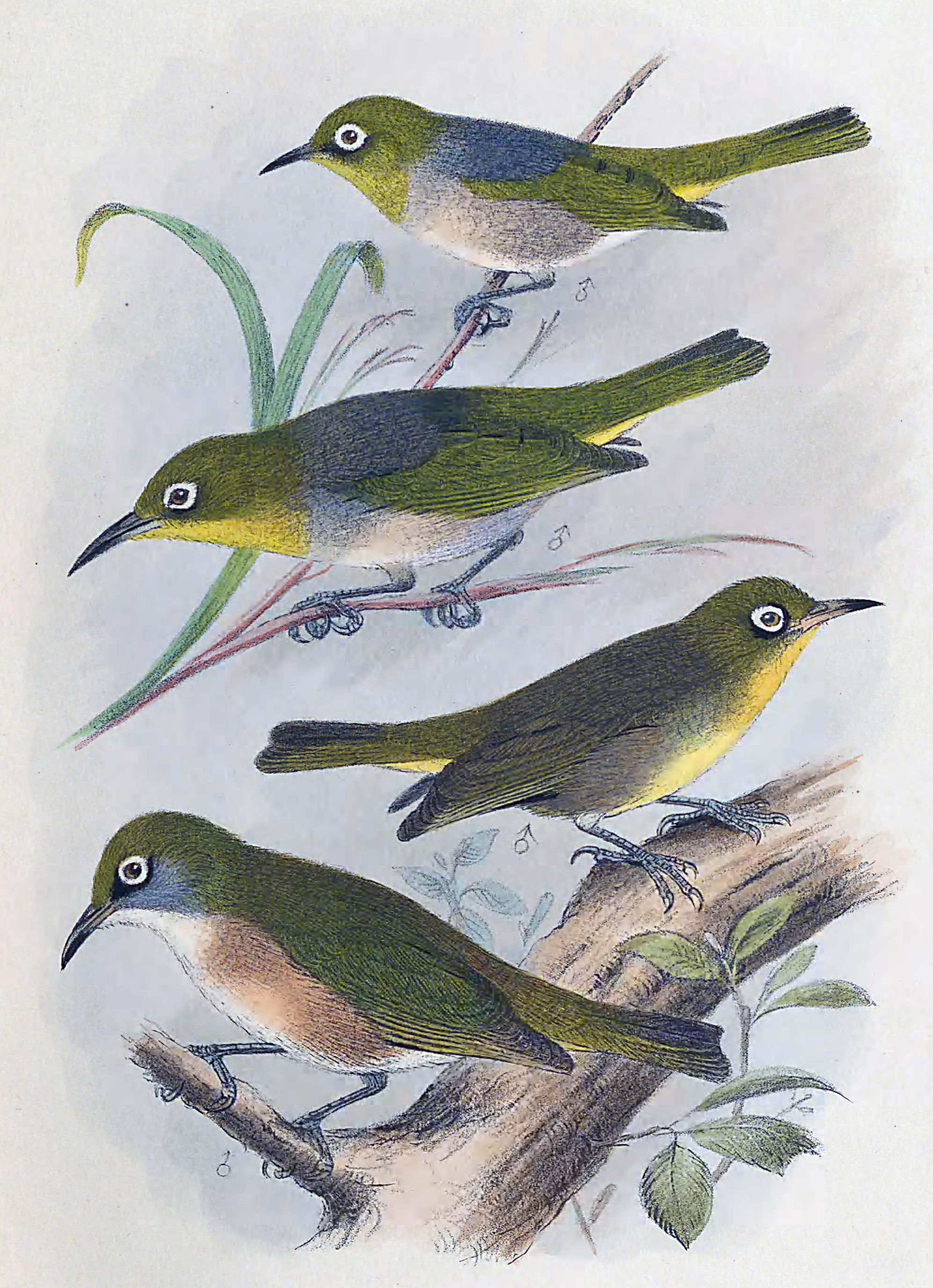
Иллюстрация Хенрика Грёнвольда

Длина тела составляла 7,6 см. Птица была в целом зелёной, с белым брюшком и жёлтым горлом.

## Распространение
Являлись эндемиками равнинных лесов острова Лорд-Хау, лежащего к востоку от Австралии.

## Вымирание
В 1918 году на остров пароходом S.S. Makambo были случайно завезены чёрные крысы (Rattus rattus), к хищничеству которых вид оказался уязвим.
В 1928 году в ходе исследования фауны острова лордхауской белоглазки на нём не найдено.